# 馬科姆鎮區 (伊利諾伊州麥克多諾縣)
馬科姆鎮區（英語：Macomb Township）是位於美國伊利諾伊州麥克多諾縣的一個行政鎮區。

## 地方資料
根據2010年美國人口普查的數據，馬科姆鎮區的面積為84.50平方千米，當中陸地面積為84.50平方千米，而水域面積為0.00平方千米。當地共有人口18352人，而人口密度為每平方千米217.18人。